# María de las Mercedes Ciciarelli
María de las Mercedes Ciciarelli es una taxónoma argentina que trabaja en el Laboratorio de Estudios de Anatomía Vegetal Evolutiva y Sistemática (LEAVES), de la Facultad de Ciencias Naturales y Museo de La Plata. Se ha especializado en la familia de las cannáceas, contribuyendo con varios trabajos científicos sobre el tema, en particular el descubrimiento de dos nuevas especies de Canna para la ciencia.
- La abreviatura «Ciciar.» se emplea para indicar a María de las Mercedes Ciciarelli como autoridad en la descripción y clasificación científica de los vegetales.[1]

## Algunas publicaciones
- m.m. Ciciarelli. 2007. Canna ascendens (Cannaceae), una nueva especie de la provincia de Buenos Aires y comentarios sobre otras especies argentinas de este género. DARWINIANA 45(2): 188-200. 2007

- ---------------. 1995. Canna variegatifolia Ciciarelli sp. nov. (Cannaceae-Zingiberales). Revista Mus. La Plata, Secc. Bot. 14: 333-341

- ---------------. 1989. Las Cannaceae Link argentinas. Tesis doctoral. Facultad de Ciencias Naturales y Museo, Universidad Nacional de La Plata

- ---------------. 1987. Aplicación del concepto de arquitectura foliar a la sistemática de especies de Canna L. (Cannaceae) de la ribera del Plata. N.º 98 de Notas del Museo de La Plata: Botánica. 97 pp.